# Peugeot 207 S2000
De Peugeot 207 S2000 is een rallyauto van automobielconstructeur Peugeot. De auto wordt ingezet in onder meer de Intercontinental Rally Challenge.